# الیور باتیستا مایر
الیور باتیستا مایر (انگلیسی: Oliver Batista Meier؛ زادهٔ ۱۶ فوریهٔ ۲۰۰۱) بازیکن فوتبال اهل آلمان است.
از باشگاه‌هایی که در آن بازی کرده‌است می‌توان به باشگاه فوتبال کایزرسلاوترن اشاره کرد.
وی همچنین در تیم‌های ملی فوتبال جوانان آلمان، Germany national under-16 football team، جوانان آلمان، جوانان آلمان، و زیر ۲۰ سال آلمان بازی کرده‌است.